# Pézize des neiges
Peziza nivalis
Espèce
La Pézize des neiges (Peziza nivalis) est une espèce de champignons ascomycètes (Fungi) de la famille des Pezizaceae et du genre Peziza. Il s'agit d'un petite pézize brune en forme de coupe qui pousse sur des terrains calcinés à la fonte des neiges en haute-montagne. Sa détermination stricte repose essentiellement sur la mesure de ses spores. Elle est présente dans les écozones paléarctique, néarctique et australasienne.

## Description

### Macroscopie

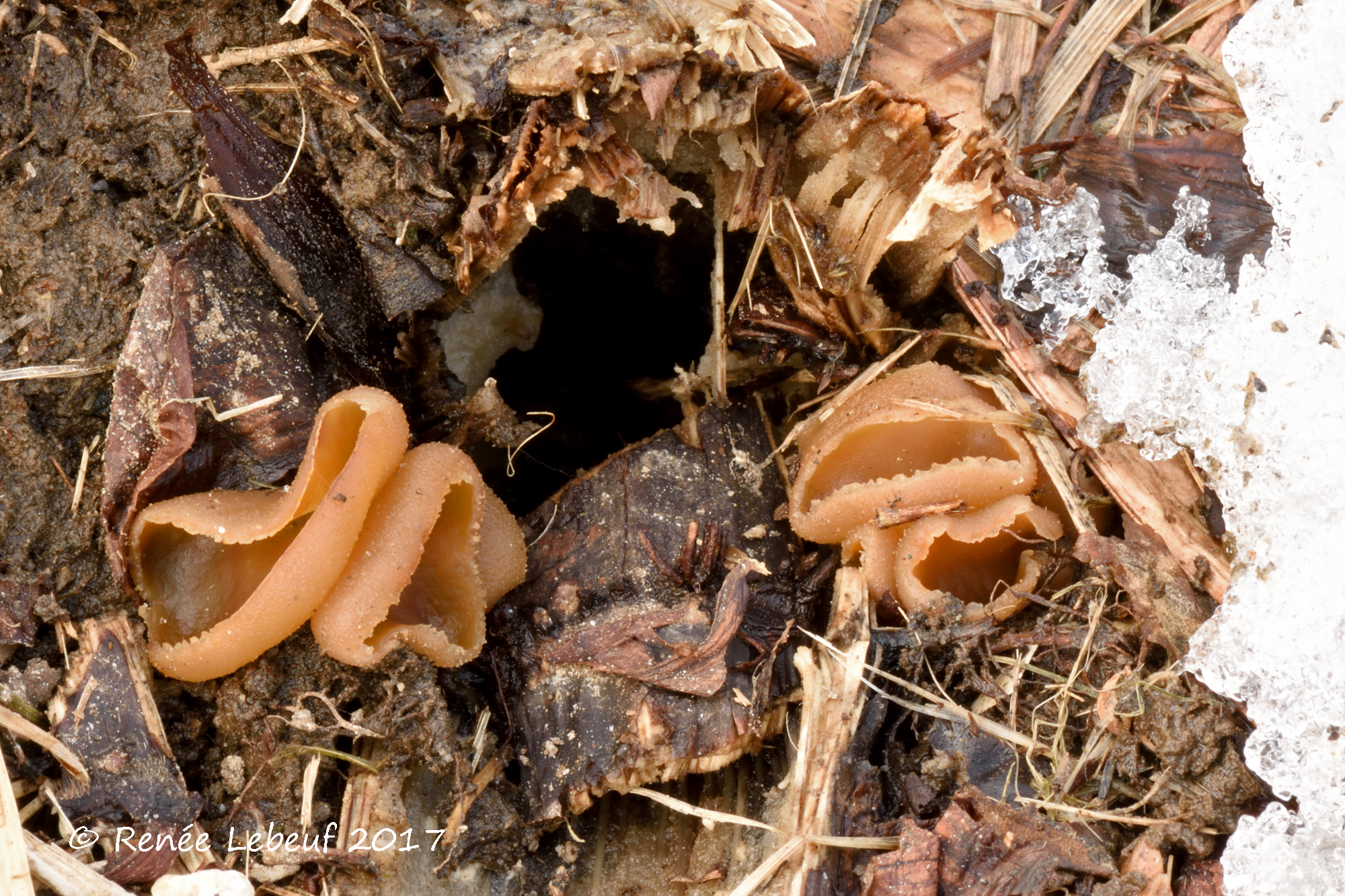
Peziza nivalis, la Pézize des neiges (Québec).

La Pézize des neiges produit une apothécie mesurant de 5 à 30 mm en forme de coupe peu profonde à l'état jeune, puis s'étalant et s’aplatissant avec l'âge. Elle est immuable au toucher. La marge est sinuée, d'abord réfléchie vers le centre et souvent déchirée. La surface interne fertile, l'hyménium, est généralement lisse quoique rarement ridée et colorée d'un brun noisette lavé de pourpre à marron foncé. La surface externe est plus claire et légèrement furfuracée, c'est-à-dire couverte d'une fine poussière blanche. La chaire est blanchâtre à brun pâle, cassante et mesure 2 mm d'épaisseur environ. Elle est humide mais non lactifère. Le pied est absent,,,

### Microscopie

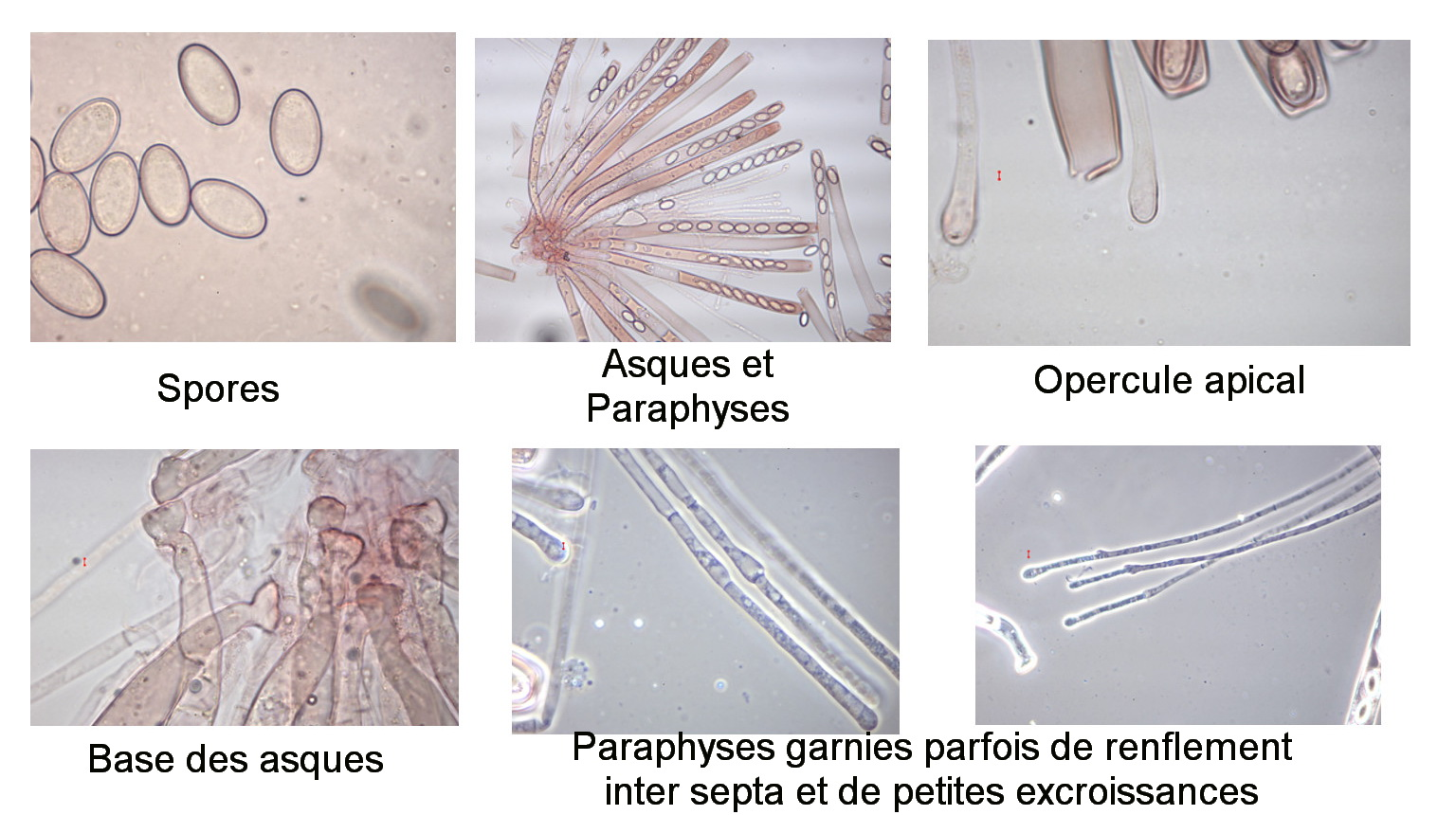
Étude microscopique de Peziza nivalis (Québec).

Peziza nivalis forme des spores elliptiques, parfaitement lisses, hyalines, avec ou sans guttule et mesurant de 14 à 21 µm de long pour 9 à 12 µm de large. Elles sont produites par huit dans des asques cylindriques mesurant 230 à 345 µm de long pour 10 à 19 µm d'épais et bleuissant à l'iode aux extrémités. Les paraphyses, de longues cellules stériles un peu plus courtes que les asques, sont simples ou bifurquées dans la partie supérieure, cloisonnées, au sommet en massue et colorées de brun. Leurs cellules sont irrégulièrement renflées entre les cloisons et ornées de petites excroissances,,,.

## Écologie et répartition

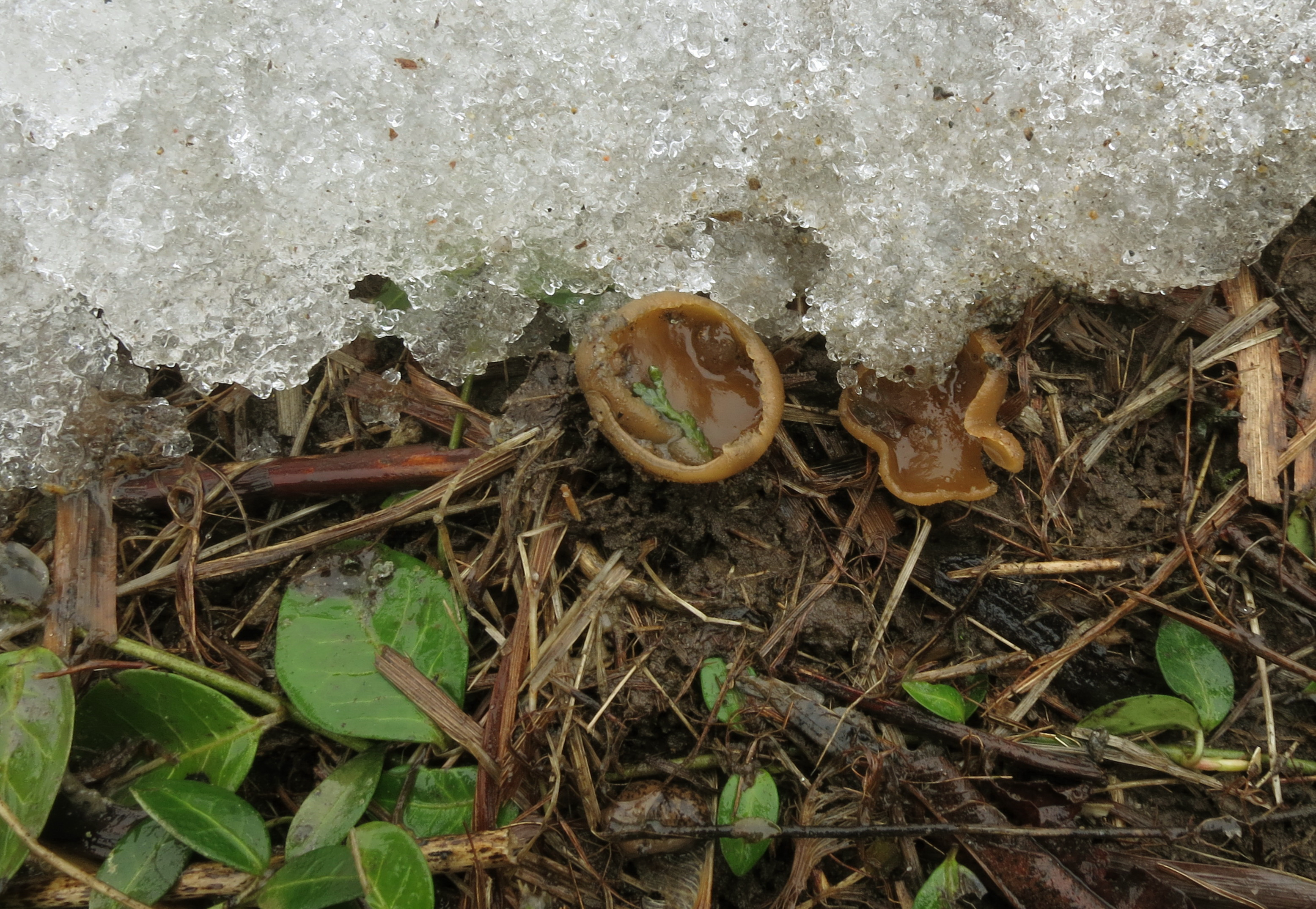
Peziza nivalis, la Pézize des neiges (Québec).

La Pézize des neiges est visible au tout début du printemps, à la fonte des neiges, mais son développement commence souvent sous le manteau neigeux. Elle pousse de façon isolée ou parfois en troupe sur la terre nue détrempée, préférentiellement sur les lieux préalablement brûlés par le feu. Les champignons disparaissent une fois que le sol n'est plus baigné par l'eau de fonte. L'espèce est saprobionte, c'est-à-dire se développant à partir de la matière organique en décomposition,,.
Cette espèce est liée au climat montagnard. Dans les Alpes, sa zone de prédilection est l'étage alpin, jusqu'à 2 600 m d'altitude.
Peziza nivalis est une espèce holarctique. Elle est présente dans les Alpes françaises et suisses, au Monténégro dans l'Anti-Liban, en Amérique du Nord dont le Québec ainsi qu'en Australie et en Nouvelle-Zélande.

## Confusions possibles
Il existe plusieurs espèces de Pézizes brunes nivales, c'est-à-dire appréciant la proximité de la neige. Elles ont été étudiées en 1980 par le mycologue français provençal Jean-Claude Donadini et en 1992 par le mycologue nord-américain Donald H. Pfister,.
D'après ces travaux, Peziza nivalis se caractérise par ses spores lisses mesurant de 18 à 20 µm de long pour 10 à 11 µm,. La teinte purpurine brunissante de son hyménium est également typique.
Peziza heimii produit des spores mesurant de 27 à 33 µm de long. Peziza fimetii est morphologiquement très proche mais elle se différencie par sa préférence pour les excréments d'ongulés et les sols argileux mais il est possible de la rencontrer également sur sol brûlé. Ses spores plus petites, mesurant 16 µm de long pour 8 µm de large en moyenne,. Peziza nivis produit des apothécies brunâtre foncé aux spores finement verruqueuses mesurant de 17 à 19 µm de long pour 11 à 13 µm.

## Taxonomie
Cette espèce est décrite pour la première fois en 1932 à partir d'exemplaire de la région de Briançon par les mycologues français Roger Heim et L. Rémy (d) sous le nom Galactinia nivalis. Elle est ensuite recombinée en 1947 dans le genre Aleuria par Roger Heim sous le binôme Aleuria nivalis. C'est le mycologue autrichien Meinhard Michael Moser (d) qui la place en 1974 dans le genre Peziza sous le nom Peziza nivalis à partir de spécimens récoltés sur le mont Hermon entre le Liban et la Syrie,. 
En français, elle est appelée par son nom normalisé et vulgarisé depuis son nom scientifique « Pézize des neiges ».
Peziza nivalis a pour synonymes :
- Aleuria nivalis (R.Heim & L.Rémy) R.Heim, 1947
- Galactinia nivalis R.Heim & L.Rémy, 1932
- Peziza flos-nivium Donadini, 1978